# Боричевац
Боричевац је насељено мјесто у општини Доњи Лапац, источна Лика, Република Хрватска.

## Географија
Боричевац је удаљен око 8 км југоисточно од Доњег Лапца.

## Историја
Боричевац се од распада Југославије до августа 1995. године налазио у Републици Српској Крајини.

### Други свјетски рат
Усташе су Дару, жену свештеника Николе Богуновића из Доњег Лапца заједно са њихово двоје мале деце, довели у село Боричевац и бацили их живе у дубоку јаму звану "Јасеновача".
Чувени србождер и крволок из села Боричевца, срез Доњи Лапац, Грцко Павичић имао је жену која у крволоштву није нимало изостајала за њим. Она је многе Србе који су бацани у јаму „причешћивала“ вином говорећи им: „Сад ће те ви Срби у мајку Србију, тамо ће те бити све што сте и овде: ко је био гостионичар, биће и тамо гостионичар, имаћете иста звања и добићете све привилегије“.
На територији среза Доњи Лапац живела су до пред Други светски рат 16.554 лица српске националности. Хрвата је било 1.325, од тога их је 72% живело у селу Боричевац које је постало центар усташке геноцидне политике, на територији лапачког среза. У селу су живеле само три српске породице и управо су оне биле прве жртве усташких кољача на тим просторима.
Са територије среза Доњи Лапац од 10. јуна до 27. јула 1941. године, усташе су ухапсиле 932 лица, од којих су у животу остали само 24. Тада су највишу цену припадности српском народу платила села: Осредци, Суваја и Бубало са 508 жртава, Небљуси 124, Мељиновац 166, Мишљеновац 24, Лапац 51 итд. Страдање Срба из села Небљуси прича је за себе. Њих су усташе повеле да узму документа како би се несметано преселили у Србију. Међу 56 оних који су се одазвали 20 су били деца. Усташе су им рекле да храну понесу само за један дан, јер тамо где иду имаће свега у изобиљу. То „изобиље“, сви до једнога, нашли су у јами Безданка. У том крају постоји више по злу познатих јама, у које су бацани Срби из Лапца и других места. Међу њима су Безданка — Боричевац са око 750 жртава, Бездан под Куком са 124, Делић јама код Заваља са 864 жртве и друге.
На тероторији среза Доњи Лапац, као жртве рата укупно је страдало 1.388 лица, од чега 20 Хрвата. Од 1.368 настрадалих Срба 1.206 убијено је у директном хрватском геноциду. Међу њима било је 399 деце и 368 жена.
Затвор у Боричевцу био је мучилиште и губилиште српског живља.
Кад су Срби из Лапачког краја подигли устанак, Хрвати из Боричевца у ноћи између 1. и 2. августа 1941. г. били су присиљени побећи у Кулен Вакуф, а 2. августа устаници су ушли у Боричевац и за одмазду га разорили, до темеља уништили и побили преостало становништво те починили злочине и у осталим местима у околици: Бротња, Пољица, Мишљеновац, Доњи и Горњи Лапац.
Четници су 27. јула у Бротњу бацили у јаму 38 Хрвата, са презименом Ивезић. Најмлађи (Јаков) имао је 2, а најстарији (Лука) 82 године. За тај злочин нико није одговарао. Део српских устаника носио је четничка обележја (кокарде), а део партизанска обележја (црвене петокраке). Срски устаници су 6. септембра 1941. напали и Кулен Вакуф те побили више стотина Муслимана и склоњених Хрвата из Боричевца.
После Другог светског рата, Хрватима није био допуштен повратак у разорени Боричевац, а само место је избрисано из пописа насеља СР Хрватске. Највише Боричевљана населило се у Бјеловар.

## Становништво
Боричевац се од пописа становништва 1961. до августа 1995. налазио у саставу некадашње општине Доњи Лапац. Током пописа становништа од 1948. до 1991. године, насеље Боричевац је било у саставу насеља Гајине. Према попису становништва из 2011. године, насеље Боричевац је имало 17 становника.
| Демографија | Демографија | Демографија |
| Година      | Становника  | Становника  |
| ----------- | ----------- | ----------- |
| 1961.       | 41          |             |
| 1971.       | 41          |             |
| 1981.       | 88          |             |
| 1991.       | 33          |             |
| 2001.       | 24          |             |
| 2011.       |             | 17          |